# Yambio
Koordinaten: 4° 35′ N, 28° 23′ O
Yambio (arabisch يامبيو Yāmbiyū; Alternativschreibung Yambiyo) ist die Hauptstadt des Bundesstaates Western Equatoria im Südsudan.
Die Stadt liegt nahe der Grenze zur Demokratischen Republik Kongo in der Nähe der Quelle des Sue, des Quellflusses des Bahr al-Ghazal.
Yambio hat 31.586 Einwohner (Berechnung 2009). Diese sind hauptsächlich Azande.
Bevölkerungsentwicklung:
| Jahr              | Einwohner |
| ----------------- | --------- |
| 1973 (Zensus)     | 6.675     |
| 1983 (Zensus)     | 24.927    |
| 2009 (Berechnung) | 31.586    |

Es gibt ein römisch-katholisches Bistum Tambura-Yambio. Die Bevölkerung von Yambio und der Umgebung ist (Anfang 2009) von gelegentlichen Kämpfen zwischen befeindeten Volksgruppen und Überfällen der Lord Resistance Army (LRA) bedroht.
Der Ortsname ist von Yambio abgeleitet, einem Chief der Azande Ende des 19. Jahrhunderts, der gegen die britische und belgische Eroberung des Gebietes Widerstand leistete. Nach seinem Tod wurde Yambios Hof (gbanwa) Sitz eines Postens der Kolonialverwaltung.
Im zweiten Sezessionskrieg im Südsudan war Yambio bis 1989 unter der Kontrolle der sudanesischen Regierung, danach wurde es von den Rebellen der SPLA eingenommen. Die einheimischen Azande standen der von Dinka dominierten SPLA eher reserviert gegenüber, viele verließen nach deren Ankunft die Stadt.